# ناحیه ویرجینیا، شهرستان کاس، ایلینوی
ناحیه ویرجینیا، شهرستان کاس، ایلینوی (به انگلیسی: Virginia Township) یک منطقهٔ مسکونی در ایالات متحده آمریکا است که در شهرستان کاس، ایلینوی واقع شده‌است. ناحیه ویرجینیا ۱٬۸۲۷ نفر جمعیت دارد و ۱۸۹ متر بالاتر از سطح دریا واقع شده‌است.